# باراتیخا
باراتیخا (به لاتین: Baratikha) یک منطقهٔ مسکونی در روسیه است که در استان آرخانگلسک واقع شده‌است.